# Azalia Emma Peet
Azalia Emma Peet (Rochester, Nueva York, 3 de septiembre de 1887 – Asheville, Carolina del Norte, 21 de septiembre de 1973) fue una educadora y misionera estadounidense en Japón. Durante la Segunda Guerra Mundial, fue una «disidente solitaria», «una de las pocas estadounidenses blancas» que se manifestó en contra del encarcelamiento de los estadounidenses de origen japonés.

## Biografía

### Infancia y estudios
Nacida en Rochester, Nueva York, era hija de James Clinton Peet y Marion Keeler Green Peet. Se graduó en el Smith College en 1910; durante sus años universitarios fue miembro de la «Sociedad Oriental» junto con la primera estudiante asiática del Smith, Tei Ninomiya.

### Carrera como misionera
Después de la muerte de su madre en 1913 y de que su padre viudo se volviera a casar, decidió convertirse en misionera. En septiembre de 1916 se dirigió a Tokio bajo los auspicios de la Conferencia Genesee de la Iglesia Metodista Episcopal.  Allí trabajó en escuelas desde el jardín de infancia hasta el nivel de secundaria en Kagoshima, de 1917 a 1921. En junio de 1921 regresó a los Estados Unidos en su primer permiso, donde dio charlas en iglesias y realizó estudios de posgrado en la Universidad de Boston. Obtuvo su maestría en 1923. El título de su tesis de maestría fue «La aplicación de cierta legislación laboral estadounidense a la vida industrial de las mujeres y los niños japoneses» (1923).
Entre 1923 y 1927 vivió en Fukuoka, donde residía en un albergue para mujeres trabajadoras y enseñaba a mujeres y niñas en la escuela secundaria y la universidad del gobierno, preparándolas para la educación superior. La Sociedad Misionera Extranjera de Mujeres compró y envió un piano a Peet en Fukuoka. En 1927 se mudó a Hakodate donde dirigió dos jardines de infancia. Entre 1928 y 1929 estuvo de permiso en Estados Unidos por motivos de salud, posteriormente y en dos periodos distintos, de 1929 a 1935 y de 1936 a 1941, retornó Japón donde volvió a enseñar, permaneció en dicho país hasta marzo de 1941, cuando comenzó la participación estadounidense en la Segunda Guerra Mundial, y fue evacuada junto con otros ciudadanos estadounidenses.
En Estados Unidos trabajó con familias inmigrantes japonesas y estudiantes en Oregón, donde había una gran población de inmigrantes japoneses. El 26 de febrero de 1942 testificó ante el Comité Selecto de la Cámara de Representantes que investigaba la Migración de Defensa Nacional (también conocido como el Comité Tolan), que estaba llevando a cabo audiencias sobre la necesidad de evacuar a los inmigrantes japoneses y estadounidenses de origen japonés de la Costa Oeste, allí expresando su oposición al encarcelamiento de residentes japoneses y estadounidenses de origen japonés en la Costa Oeste. «¿Qué es lo que hace que sea necesario que evacuen?», preguntó al comité. «¿Han hecho algo? ¿Hay algo en su historia en esta zona que justifique tal temor de que se desarrollen de la noche a la mañana?» Según señaló el erudito budista Duncan Ryuken Williams «Los cristianos progresistas como Peet estaban entre las pocas voces disidentes». La historiadora Ellen Eisenberg observó que, a diferencia de los clérigos de otras ciudades, «Peet hablaba como individuo, sin ningún apoyo organizativo».
Al igual que otros ex misioneros con útiles habilidades lingüísticas, pedagógicas y culturales, Peet trabajó en los campos de internamiento en Nyssa (Oregón) y Minidoka (Idaho), principalmente ayudando a los jóvenes a continuar su educación universitaria o a entrar en la universidad. Regresó a Japón de 1946 a 1953 para ayudar en la reconstrucción de la posguerra. En 1953, el gobierno japonés le concedió la Orden del Tesoro Sagrado (5.ª clase) por toda una vida de servicio.

### Muerte y legado
Después de retirarse como misionera, regresó a Estados Unidos en 1954, donde vivió en Rochester (Nueva York). Se mudó a una residencia de ancianos en Asheville (Carolina del Norte) en 1961. Murió allí en 1973, a la edad de 86 años.
Sus documentos personales, incluidas fotografías, discursos, diarios y correspondencia personal, se conservan en el Smith College. Son especialmente interesantes sus diarios y cartas que escribió desde Japón y desde los campos de internamiento de japoneses estadounidenses en los Estados Unidos durante la Segunda Guerra Mundial.

## Publicaciones
- «Pinafores and the King's Daughters» (1919)[24]
- «Fragments from a Devotional Diary» (1935)[25]